# Sautso
Sautso, Čávžu en same du Nord, est un canyon situé sur le cours du fleuve Altaelva, dans le comté de Finnmark, dans le Nord de la Norvège. Il a été formé par le fleuve qui parvint à éroder les roches au fur et à mesure du soulèvement tectonique des Alpes scandinaves. Il mesure 10 km de long pour une profondeur atteignant 420 m, ce qui en fait l'un des plus grands canyons d'Europe du Nord.

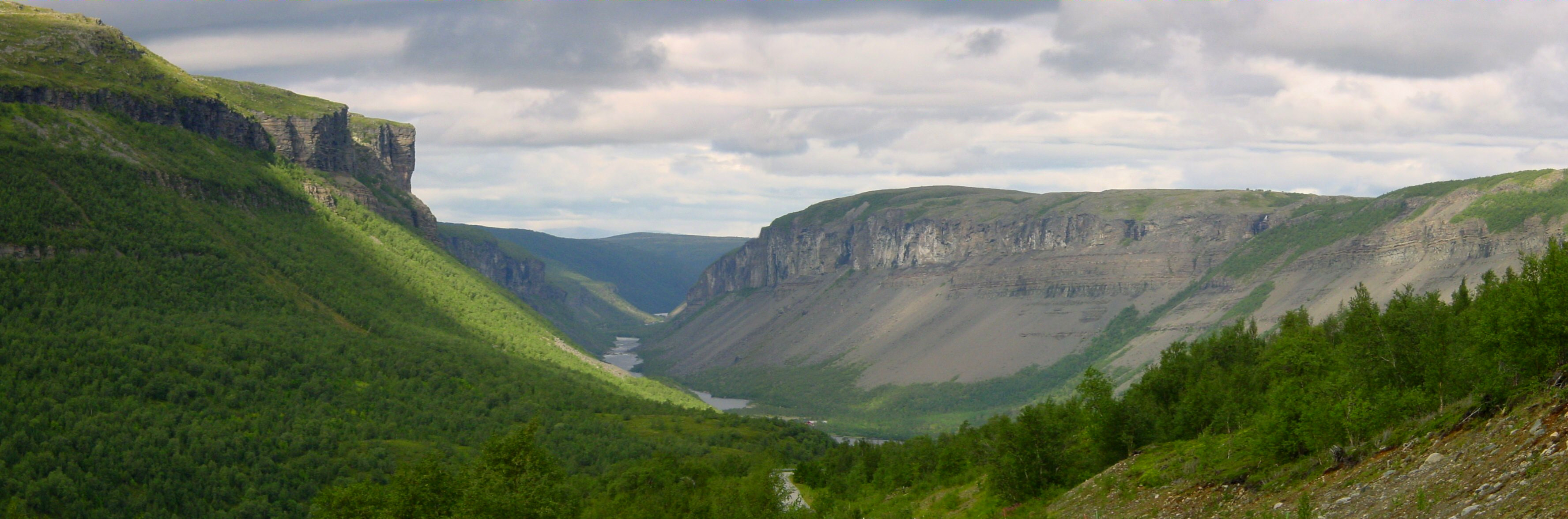
Vue du canyon dans la région d'Alta.